# Escola Secundária Soares de Basto
A Escola Secundária Soares Basto, em Oliveira de Azeméis, Portugal, foi inaugurada no dia 8 de dezembro de 1927, então com o nome de Escola de Artes e Ofícios de O Comércio do Porto, mandada construir por Bento Carqueja. A construção foi paga com parte do dinheiro deixado pelo testamento de Francisco Alves Soares Basto. O remanescente destinou-se à financiar despesa com a instrução de crianças e jovens de famílias pobres e a construir uma Escola Primária em Palmaz, Oliveira de Azeméis.

## Denominação do estabelecimento
De 1930 a 1948, passou a chamar-se Escola Industrial. De 1948 a 1979, tornou-se Escola Industrial e Comercial de Oliveira de Azeméis. Após a extinção do ensino industrial em 1978, passou a denominar-se Escola Secundária de Oliveira de Azeméis, pelo menos até 1998, ano em que passou a designar-se com o nome do seu patrono, Soares Basto.

## Estrutura
É constituída por um edifício principal com três pisos, onde encontramos serviços ligados à área administrativa e social, gabinetes de atendimento aos encarregados de educação e serviços de psicologia e orientação. No seu exterior existe ainda um museu, uma biblioteca, uma papelaria e um bufete, e na parte lateral um refeitório, a cozinha e dois ginásios.
Devido aos diferentes cursos que a escola oferece, existem laboratórios de Biologia e Físico-Química, de Electricidade e Mecânica, Oficinas, nomeadamente de Carpintaria, e ainda uma sala de Desenho Técnico, para além de todas as outras salas de aula.
No exterior, podemos usufruir de dois campos de jogos ao ar livre, uma piscina coberta e uma área florestada.